# 鹤见祐辅
鹤见祐辅（日语：鶴見 祐輔/つるみ ゆうすけ，1885年1月3日—1973年11月1日），鹤见宪的哥哥，日本作家、政治家，曾担任鳩山一郎时期的厚生大臣。

## 著作
- 《思想·山水·人物》[3]（包含《北京的魅力》）
- 《拜伦传》
- 《拿破仑传》[4]